# Mircalla, l'amante immortale
Mircalla, l'amante immortale è un film del 1971 diretto da Jimmy Sangster.
Costituisce il sequel del film horror Vampiri amanti di Roy Ward Baker, mentre l'ultimo film della trilogia fu Le figlie di Dracula dello stesso anno.

## Trama
Riportata in vita dagli eredi dei Karnstein grazie al sangue di una ragazza, il film narra le avventure di una vampira dal nome Mircalla. Quando inizia a frequentare una scuola femminile, scompare una ragazza e chi si mette contro il volere dei suoi tutori. Nel frattempo, ha una storia d'amore con un suo seduttore.